# Ethobunus calvus
Ethobunus calvus is een hooiwagen uit de familie Zalmoxioidae.